# Hydrophylita neusae
Hydrophylita neusae is een vliesvleugelig insect uit de familie Trichogrammatidae. De wetenschappelijke naam is voor het eerst geldig gepubliceerd in 2007 door Querino & Pinto.